# Notomys cervinus
Il topo saltatore fulvo (Notomys cervinus  Gould, 1851) è un roditore della famiglia dei Muridi diffuso in Australia.

## Descrizione
Roditore di piccole dimensioni, con la lunghezza della testa e del corpo tra 95 e 120 mm, la lunghezza della coda tra 120 e 160 mm, la lunghezza del piede tra 32 e 37 mm, la lunghezza delle orecchie tra 24 e 30 mm e un peso fino a 50 g.

La pelliccia è lunga e soffice. Le parti superiori variano dal giallo-grigiastro al fulvo. Le parti ventrali, inclusa la parte del muso al disotto dei grandi occhi, e il dorso delle zampe sono bianchi. La coda è più lunga della testa e del corpo, brunastra sopra, biancastra sotto e con un ciuffo terminale di peli scuri. ci sono 13-14 anelli di scaglie per centimetro. Non sono presenti sacche golari; i maschi hanno un'area piatta di pelle ghiandolare larga 2–3 mm tra le zampe anteriori. Il cariotipo è 2n=48 FN=80.

## Biologia

### Comportamento
È una specie terricola, notturna e gregaria. Si rifugia in semplici sistemi di tane e cunicoli.

### Alimentazione
Si nutre di semi, germogli e qualche insetto. Può sopravvivere a lungo senza acqua.

### Riproduzione
La riproduzione avviene quanto le condizioni ambientali sono favorevoli. Le femmine danno alla luce 1-5 piccoli alla volta dopo una gestazione di 38 giorni.

## Distribuzione e habitat
Questa specie è diffusa nel sud-ovest del Queensland e nel nord-est dell'Australia Meridionale.
Vive nelle pianure ciottolose del bacino del Lago Eyre.

## Conservazione
La IUCN Red List, considerato il basso numero di individui adulti e il declino della qualità del proprio habitat, classifica N.cervinus come specie vulnerabile (VU).